# Martingala locale
In teoria della probabilità, una martingala locale è un tipo di processo stocastico che soddisfa una versione locale della proprietà delle martingale. I due concetti non coincidono: ogni martingala è una martingala locale, ma non vale il viceversa, anche se ogni martingala locale limitata è una martingala.

## Definizione
Un processo stocastico reale e adattato X definito su uno spazio di probabilità filtrato {\displaystyle (\Omega ,{\mathcal {F}},({\mathcal {F}}_{t})_{t\geq 0},\mathbb {P} )} è detto martingala locale se esiste una successione {\displaystyle \tau _{n}:\Omega \to [0,+\infty )} di {\displaystyle {\mathcal {F}}_{t}}-tempi di arresto tale che:
- {\displaystyle \tau _{n}} è quasi certamente crescente, ovvero {\displaystyle \mathbb {P} (\tau _{n}\leq \tau _{n+1})=1}
- la successione {\displaystyle \tau _{n}} diverge quasi certamente.
- Il processo

{\displaystyle X_{t}^{\tau _{n}}:=X_{\min\{t,\tau _{n}\}}}
è una {\displaystyle {\mathcal {F}}_{t}}-martingala per ogni n.